# Nikomedes 2. af Bithynien
Nikomedes 2. Epifanes (? – 127 f.Kr.) var konge af Bithynien 149 f.Kr. til 127 f.Kr. efter faderen Prusias 2.
Som prins var Nikomedes meget populær, så meget at faderen Prusias 2. forsøgte at skaffe sønnen af vejen ved at sende ham til Rom og få ham snigmyrdet. Men komplottet slog fejl og i stedet vendte Nikomedes tilbage og afsatte faderen, som han fik myrdet, med hjælp fra nabolandet Pergamon.
Nikomedes 2. var en trofast allieret til Rom og støttede dem gennem hele sin regeringstid, bl.a. i deres kamp mod oprørskongen Aristonikos af Pergamon.
Han blev efterfulgt af sønnen Nikomedes 3.